# Kilo (SI-prefix)
Kilo (symbool: k) is het SI-voorvoegsel dat gebruikt wordt om een factor 103, oftewel 1000, aan te duiden.
Het wordt gebruikt sinds 7 april 1795; de naam is afgeleid van het Griekse  χίλιοι voor duizend. Bij de meeste SI-eenheden betekent het voorvoegsel k dus 1000 maal de SI-eenheid (1 km = 1000 maal de SI-eenheid meter). De eenheid voor massa wordt echter direct uitgedrukt in kilogram en hier is de gram dus een afgeleide eenheid.
In de informatica wordt kilo soms gebruikt om een hoeveelheid van 1024 ofwel 210 aan te geven hoewel dit formeel gesproken foutief is (1 kB = 1 kilobyte = 1000 byte, 1 KiB = 1 kibibyte = 1024 byte). (Zie: veelvouden van bytes).